# Nagroda Grammy w kategorii Piosenka roku
Kategoria Piosenka roku (Song of the Year) jest jedną z dwóch najbardziej prestiżowych kategorii wśród nagród Grammy. Jest przyznawana od 1959 kompozytorom piosenek. Nagroda przyznawana jest za nagrania/prace zarejestrowane w roku poprzedzającym daną nominację.

## Nagrodzone piosenki

### Lata 50. XX wieku
- Nagroda Grammy w 1959
  - Domenico Modugno za „Nel blu dipinto di blu” (Volare)*

### Lata 60. XX wieku
- Nagroda Grammy w 1960
  - Jimmy Driftwood za "The Battle of New Orleans"
- Nagroda Grammy w 1961
  - Ernest Gold za "Theme From Exodus"
- Nagroda Grammy w 1962
  - Henry Mancini & Johnny Mercer za "Moon River" wykonana przez Henry'ego Manciniego*
- Nagroda Grammy w 1963
  - Leslie Bricusse & Anthony Newley za "What Kind of Fool Am I" wykonana przez Anthony Newley
- Nagroda Grammy w 1964
  - Henry Mancini & Johnny Mercer za "Days of Wine i Roses" wykonana przez Henry'ego Manciniego
- Nagroda Grammy w 1965
  - Jerry Herman za "Hello, Dolly!" wykonana przez Louisa Armstronga
- Nagroda Grammy w 1966
  - Johnny Miel & Paul Francis Webster za "The Shadow of Your Smile" (Love Theme From The Sipiper) wykonana przez Tony'ego Bennetta
- Nagroda Grammy w 1967
  - John Lennon & Paul McCartney za "Michelle" wykonana przez The Beatles
- Nagroda Grammy w 1968
  - Jimmy L. Webb za "Up, Up i Away" wykonana przez 5th Dimension*
- Nagroda Grammy w 1969
  - Bobby Russell za "Little Green Apples" wykonana przez Roger Miller / O.C. Smith

### Lata 70. XX wieku
- Nagroda Grammy w 1970
  - Joe South za "Games People Play"
- Nagroda Grammy w 1971
  - Paul Simon za "Bridge Over Troubled Water" wykonana przez Simon & Garfunkel*
- Nagroda Grammy w 1972
  - Carole King za "You've Got a Friend"
- Nagroda Grammy w 1973
  - Ewan MacColl za "The First Time Ever I Saw Your Face" wykonana przez Robertę Flack *
- Nagroda Grammy w 1974
  - Charles Fox & Norman Gimbel za "Killing Me Softly With His Song" wykonana przez Robertę Flack*
- Nagroda Grammy w 1975
  - Alan Bergman, Marilyn Bergman & Marvin Hamlisch za "The Way We Were" wykonana przez Barbrę Streisi
- Nagroda Grammy w 1976
  - Stephen Sondheim za "Send in the Clowns" wykonaną przez Judy Collins
- Nagroda Grammy w 1977
  - Bruce Johnston za "I Write the Songs" wykonana przez Barry'ego Manilowa
- Nagroda Grammy w 1978
  - Barbra Streisand & Paul Williams za "Love Theme From A Star is Born (Evergreen)" wykonaną przez Barbrę Streisand
  - Joe Brooks za "You Light Up My Life" wykonana przez Debby Boone* Nagroda Grammy w 1979
  - Billy Joel za "Just the Way You Are"*

### Lata 80. XX wieku
- Nagroda Grammy w 1980
  - Kenny Loggins & Michael McDonald za "What a Fool Believes" wykonana przez The Doobie Brothers*
- Nagroda Grammy w 1981
  - Christopher Cross za "Sailing"*
- Nagroda Grammy w 1982
  - Jackie DeShannon & Donna Weiss za "Bette Davis Eyes" wykonana przez Kim Carnes*
- Nagroda Grammy w 1983
  - Wayne Carson, Johnny Christopher & Mark James za "Always on My Mind" wykonana przez Willie Nelson
- Nagroda Grammy w 1984
  - Sting za "Every Breath You Take" wykonana przez The Police
- Nagroda Grammy w 1985
  - Terry Britten & Graham Lyle za "What's Love Got to Do with It?" wykonana przez Tinę Turner*
- Nagroda Grammy w 1986
  - Lionel Richie & Michael Jackson za "We Are the World" wykonaną przez USA for Africa*
- Nagroda Grammy w 1987
  - Burt Bacharach & Carole Bayer Sager za "That's What Friends Are For" wykonana przez Eltona Johna, Gladys Knight, Dionne Warwick & Steviego Wondera
- Nagroda Grammy w 1988
  - James Horner, Barry Mann & Cynthia Weil za "Somewhere Out There" wykonana przez Jamesa Ingrama & Lindę Ronstadt
- Nagroda Grammy w 1989
  - Bobby McFerrin za "Don't Worry, Be Happy"*

### Lata 90. XX wieku
- Nagroda Grammy w 1990
  - Larry Henley & Jeff Silbar za "Wind Beneath My Wings" wykonana przez Bette Midler*
- Nagroda Grammy w 1991
  - Julie Gold za "From a Distance" wykonana przez Bette Midler
- Nagroda Grammy w 1992
  - Irving Gordon za "Unforgettable" wykonana przez Natalie Cole wraz z Nat King Cole*
- Nagroda Grammy w 1993
  - Eric Clapton & Will Jennings za "Tears in Heaven" wykonana przez Erica Claptona*
- Nagroda Grammy w 1994
  - Alan Menken & Tim Rice za "A Whole New World (Aladdin's Theme)" wykonana przez Reginę Belle & Peabo Brysona
- Nagroda Grammy w 1995
  - Bruce Springsteen za "Streets of Philadelphia"
- Nagroda Grammy w 1996
  - Seal za "Kiss From a Rose"*
- Nagroda Grammy w 1997
  - Gordon Kennedy, Wayne Kirkpatrick & Tommy Sims za "Change the World" wykonana przez Erica Claptona oraz Babyface / Wynonna*
- Nagroda Grammy w 1998
  - John Leventhal & Shawn Colvin za "Sunny Came Home" wykonana przez Shawn Colvin*
- Nagroda Grammy w 1999
  - James Horner & Will Jennings za "My Heart Will Go On" wykonana przez Céline Dion*

### Lata 2000-2009
- Nagroda Grammy w 2000
  - Itaal Shur & Rob Thomas za "Smooth" wykonana przez Carlosa Santanę wraz z Robem Thomasem*
- Nagroda Grammy w 2001
  - U2 za "Beautiful Day"*
- Nagroda Grammy w 2002
  - Alicia Keys za "Fallin'"
- Nagroda Grammy w 2003
  - Jesse Harris za "Don't Know Why" wykonana przez Norah Jones*
- Nagroda Grammy w 2004
  - Richard Marx i Luther Viross za "Dance With My Father" wykonana przez Luthera Virossa
- Nagroda Grammy w 2005
  - John Mayer za "Daughters"
- Nagroda Grammy w 2006
  - U2 za "Sometimes You Can't Make It On Your Own"
- Nagroda Grammy w 2007
  - Dixie Chicks za "Not Ready To Make Nice"
- Nagroda Grammy w 2008
  - Amy Winehouse za "Rehab"
- Nagroda Grammy w 2009
  - Coldplay za "Viva la Vida"

### Lata 2010-2019
- Nagroda Grammy w 2010
  - Thaddis Harrell, Beyoncé Knowles, Terius Nash, Christopher Stewart za "Single Ladies (Put a Ring on It)"
- Nagroda Grammy w 2011
  - Dave Haywood, Josh Kear, Charles Kelley, Hillary Scott za "Need You Now" wykonana przez Lady Antebellum*
- Nagroda Grammy w 2012
  - Adele Adkins, Paul Epworth za "Rolling in the Deep"
- Nagroda Grammy w 2013
  - Nate Ruess, Jack Antonoff, Jeff Bhasker, Andrew Dost za "We Are Young" wykonana przez Fun ft. Janelle Monáe
- Nagroda Grammy w 2014
  - Joel Little, Ella Yelich-O'Connor za "Royals" wykonana przez Lorde
- Nagroda Grammy w 2015
  - James Napier, William Phillips, Sam Smith za "Stay with Me"
- Nagroda Grammy w 2016
  - Ed Sheeran, Amy Wadge za "Thinking Out Loud"
- Nagroda Grammy w 2017
  - Adele Adkins, Greg Kurstin za "Hello"
- Nagroda Grammy w 2018
  - Christopher Brody Brown, James Fauntleroy, Philip Lawrence, Bruno Mars, Ray Charles McCullough II, Jeremy Reeve, Ray Romulus, Jonathan Yip za "That's What I Like"[1]
- Nagroda Grammy w 2019
  - Donald Glover, Ludwig Göransson, Jeffery Lamar Williams za "This Is America"[2]

### Lata 20. XXI wieku
- Nagroda Grammy w 2020
  - Billie Eilish O'Connell, Finneas O'Connel za "Bad Guy"[3]
- Nagroda Grammy w 2021
  - D'Mile, H.E.R., Tiara Thomas za "I Can't Breathe"[4]
- Nagroda Grammy w 2022
  - Brandon Anderson, Christopher Brody Brown, Dernst Emile II, Bruno Mars za "Leave the Door Open"[5]
- Nagroda Grammy w 2023
  - Bonnie Raitt za "Just Like That"
- Nagroda Grammy w 2024
  - Billie Eilish O'Connell, Finneas O'Connell za "What Was I Made For?"

*wyszczególnione nagrania zdobyły również statuetki w kategorii Record of the Year.